# Coupe de Gibraltar de football 2016-2017
Navigation
Saison 2015-2016 Saison 2017-2018
La Coupe de Gibraltar 2016-2017 est la 59e édition de la Rock Cup (appelée Gibtelecom Rock Cup pour des raisons de parrainage à partir de cette édition).

## Format
Six équipes de deuxième division prennent part au 1er tour de la compétition. Les clubs de College 1975 FC, Gibraltar Phoenix FC et FC Hound Dogs font quant à eux leur entrée au tour suivant, en même temps que les clubs de première division. Par la suite la compétition se décompose en quarts de finale, demi-finales et finale, pour un total de cinq phases.
Le vainqueur de la compétition obtient une place pour le premier tour de la Ligue Europa 2017-2018. Cependant, si le vainqueur vient à se qualifier pour la Ligue des champions, cette place qualificative est attribuée au deuxième du championnat de Gibraltar. Il obtient également une place pour la Supercoupe disputée face au champion de première division, celle-ci étant réattribuée au deuxième du championnat si le champion remporte également la coupe.

## Équipes participantes

### Clubs de première division
- Europa FC
- Europa Point FC
- Gibraltar United FC
- Glacis United FC
- Lincoln Red Imps FC Tenant du titre
- Lions Gibraltar FC
- Lynx FC
- Manchester 62 FC
- Mons Calpe SC
- St. Joseph's FC

### Clubs de deuxième division
- Angels FC
- FC Boca Juniors Gibraltar
- Cannons FC
- College 1975 FC
- Gibraltar Phoenix FC
- FC Hound Dogs
- Leo FC
- FCB Magpies
- FC Olympique Gibraltar 13

## Résultats
Légende : (I) Première division, (II) Deuxième division

### Premier tour
Le tirage au sort du 1er tour a eu lieu le 14 décembre 2016. Seuls six des dix clubs de deuxième division participent à ce tour.
| 17 janvier 2017 | FC Olympique Gibraltar 13 (II) | 0 - 2   | (II) FC Boca Juniors Gibraltar |                  |                  |
| 20 h 30         |                                | (0 - 0) | 46e Robba · 73e Nunez          | Victoria Stadium | Victoria Stadium |
| 20 h 30         | Fortunato · Sene               | Rapport | Lane · Ellul                   | Victoria Stadium | Victoria Stadium |

| 18 janvier 2017 | Cannons FC (II)                          | 1 - 1 4 - 3 tab | (II) FCB Magpies                                              |                  |                  |
| 18 h 15         | Mesua Hernandez 13e                      | (1 - 1)         | 15e Huercano                                                  | Victoria Stadium | Victoria Stadium |
| 18 h 15         | Guzman · Cereto Puerta · Gamez Bohorquez | Rapport         | Huercano · Varona Bautista · Mousdell · Buxton · Diaz Mendoza | Victoria Stadium | Victoria Stadium |

| 18 janvier 2017 | Leo FC (II)                                                   | 5 - 1   | (II) Angels FC  |                  |                  |
| 20 h 30         | Moya Garcia 44e · Jimenez Ramon 65e 81e · Ruiz Vecino 87e 89e | (1 - 1) | 24e Pino Moreno | Victoria Stadium | Victoria Stadium |
| 20 h 30         | Rapport                                                       |         |                 | Victoria Stadium | Victoria Stadium |

### Deuxième tour
Le tirage au sort du 2e tour a eu lieu le 20 janvier 2017. Les quatre autres clubs de deuxième division ainsi que ceux de première division font leur entrée dans la compétition à ce tour.
| 10 février 2017 | FC Boca Juniors Gibraltar (II) | 1 - 8   | (I) Lynx FC |                  |                  |
| 20 h 30         |                                | (1 - 4) |             | Victoria Stadium | Victoria Stadium |
| 20 h 30         | Rapport                        |         |             | Victoria Stadium | Victoria Stadium |

| 11 février 2017 | Mons Calpe SC (I) | 0 - 1   | (I) St. Joseph's FC |                  |                  |
| 16 h 30         |                   | (0 - 0) |                     | Victoria Stadium | Victoria Stadium |
| 16 h 30         | Rapport           |         |                     | Victoria Stadium | Victoria Stadium |

| 11 février 2017 | Manchester 62 FC (I) | 2 - 0   | (I) Gibraltar United FC |                  |                  |
| 19 h 00         |                      | (1 - 0) |                         | Victoria Stadium | Victoria Stadium |
| 19 h 00         | Rapport              |         |                         | Victoria Stadium | Victoria Stadium |

| 12 février 2017 | Lincoln Red Imps FC (I) | 12 - 0  | (II) FC Hound Dogs |                  |                  |
| 16 h 30         |                         | (4 - 0) |                    | Victoria Stadium | Victoria Stadium |
| 16 h 30         | Rapport                 |         |                    | Victoria Stadium | Victoria Stadium |

| 12 février 2017 | Glacis United FC (I) | 1 - 3   | (I) Europa FC |                  |                  |
| 19 h 00         |                      | (0 - 0) |               | Victoria Stadium | Victoria Stadium |
| 19 h 00         | Rapport              |         |               | Victoria Stadium | Victoria Stadium |

| 13 février 2017 | College 1975 FC (II) | 0 - 3   | (I) Europa Point FC |                  |                  |
| 20 h 30         |                      | (0 - 1) |                     | Victoria Stadium | Victoria Stadium |
| 20 h 30         | Rapport              |         |                     | Victoria Stadium | Victoria Stadium |

| 14 février 2017 | Cannons FC (II) | 1 - 3   | (I) Lions Gibraltar FC |                  |                  |
| 20 h 30         |                 | (0 - 1) |                        | Victoria Stadium | Victoria Stadium |
| 20 h 30         | Rapport         |         |                        | Victoria Stadium | Victoria Stadium |

| 15 février 2017 | Leo FC (II) | 0 - 6   | (II) Gibraltar Phoenix FC |                  |                  |
| 20 h 30         |             | (0 - 2) |                           | Victoria Stadium | Victoria Stadium |
| 20 h 30         | Rapport     |         |                           | Victoria Stadium | Victoria Stadium |

### Quarts de finale
Le tirage au sort des quarts de finale a eu lieu le 20 février 2017.
| 10 mars 2017 | Lincoln Red Imps FC (I)                  | 3 - 0   | (I) Manchester 62 FC |                  |                  |
| 20 h 30      | Calderon 52e · Casciaro 71e · Bardon 87e | (0 - 0) |                      | Victoria Stadium | Victoria Stadium |
| 20 h 30      | Chipolina                                | Rapport | Mejias Noya          | Victoria Stadium | Victoria Stadium |

| 11 mars 2017 | Europa FC (I)                                       | 2 - 0   | (I) Europa Point FC   |                  |                  |
| 18 h 15      | Kike Gomez 76e · Walker 87e                         | (0 - 0) |                       | Victoria Stadium | Victoria Stadium |
| 18 h 15      | Ayew · Moya Tornay · Kike Gomez · Gonzalez Barranco | Rapport | Ruiz Lopez · Melagini | Victoria Stadium | Victoria Stadium |

| 11 mars 2017 | Gibraltar Phoenix FC (II)                             | 2 - 0   | (I) Lions Gibraltar FC                             |                  |                  |
| 20 h 30      | Quiros 49e · Cortes Narvaez 86e                       | (0 - 0) |                                                    | Victoria Stadium | Victoria Stadium |
| 20 h 30      | Moreno Jimenez · Larouia · Casas Dominguez · Gallardo | Rapport | Fernandez Cuesta · Gilroy · Gonzalez · Lopez Luque | Victoria Stadium | Victoria Stadium |

| 12 mars 2017 | Lynx FC (I)       | 0 - 0 2 - 4 tab | (I) St. Joseph's FC                   |                  |                  |
| 16 h 30      |                   | (0 - 0)         |                                       | Victoria Stadium | Victoria Stadium |
| 16 h 30      | Guiling · Sergura | Rapport         | Duarte · Lopez · Yeps Roda · Villalba | Victoria Stadium | Victoria Stadium |

### Demi-finales
Le tirage au sort des demi-finales a eu lieu le 20 mars 2017.
| 25 avril 2017 | Lincoln Red Imps FC (I) | 1 - 0   | (I) St. Joseph's FC |                  |                  |
| 19 h 30       |                         | (1 - 0) |                     | Victoria Stadium | Victoria Stadium |
| 19 h 30       | Rapport                 |         |                     | Victoria Stadium | Victoria Stadium |

| 26 avril 2017 | Gibraltar Phoenix FC (II) | 0 - 2   | (I) Europa FC |                  |                  |
| 19 h 30       |                           | (0 - 0) |               | Victoria Stadium | Victoria Stadium |
| 19 h 30       | Rapport                   |         |               | Victoria Stadium | Victoria Stadium |

### Finale
| 28 mai 2017 | Europa FC (I)                  | 3 - 0   | (I) Lincoln Red Imps FC |                                                |                                                |
| 19 h 00     | Rodriguez 19e · Bernal 57e 68e | (1 - 0) |                         | Victoria Stadium Arbitrage : Jason Lee Barcelo | Victoria Stadium Arbitrage : Jason Lee Barcelo |
| 19 h 00     | Rapport                        |         |                         | Victoria Stadium Arbitrage : Jason Lee Barcelo | Victoria Stadium Arbitrage : Jason Lee Barcelo |